# Elly Kooiman
Elly Kooiman (Amsterdam, 24 juni 1945 – Groningen, 29 augustus 2022) was een Nederlands organiste.

## Levensloop

### Opleiding
Vanaf haar achtste jaar kreeg Elly Kooiman orgellessen van de Amsterdamse organist Haite van der Schaaf. Haar beroepsopleiding volgde ze aan het Muzieklyceum Amsterdam, waar ze orgel studeerde bij Piet Kee. In 1969 sloot ze deze studie af met het einddiploma met onderscheiding. Aansluitend studeerde ze in Frankrijk bij Marie-Claire Alain en bij Anton Heiller aan de Hochschule für Musik in Wenen, waar ze in 1972 het concertdiploma met onderscheiding ontving. In 1972 behaalde ze in Nederland de Prix d'Excellence (de voorloper van de Nederlandse Muziekprijs), met een concert op het orgel van de Grote of St.-Bavokerk in Haarlem.
Van 1975 - 1977 studeerde Kooiman aan het Sweelinck Conservatorium klavecimbel bij Gustav Leonhardt. In 1978 behaalde zij diploma's voor zowel Katholieke als Protestantse kerkmuziek. Ze studeerde tevens musicologie aan de Universiteit van Utrecht, waar ze in 1990 haar doctoraalexamen deed.

### Werk
Elly Kooiman was lange tijd, samen met haar zwager Cor Edskes, organist van de Doopsgezinde Kerk in Groningen, waar ze het Marcussen-orgel bespeelde dat hier in 1961 was geplaatst. Ook was ze tientallen jaren als organist verbonden aan de Grunneger Dainsten (kerkdiensten in het Gronings) die werden gehouden in de Dorpskerk te Krewerd, waar het oudste orgel van Groningen (1531) staat.
Van 1978 - 1990 werkte Kooiman als orgeldocent aan het Nederlands Instituut voor Kerkmuziek in Utrecht. Studenten van haar aan dit instituut waren o.a. Jaco van Leeuwen, Eric van Bruggen en Ko Zwanenburg. Naast haar studenten gaf ze ook les aan amateur-leerlingen, o.a. aan de Deventer Muziekschool. Enkelen van hen ging later ook een beroepsopleiding volgen, zoals organist/dirigent Klaas Stok.
In haar hoedanigheid als musicoloog publiceerde ze artikelen over o.a. intavolaties, Rudolf Agricola, uitvoeringspraktijk bij Girolamo Frescobaldi, het Dritter Theil der Clavierübung van J.S. Bach en de orgelwerken van Franz Liszt. Bestudering van oude bronnen was een belangrijk onderdeel van haar werk, en ze spoorde studenten altijd aan om hier kennis van te nemen, om zo tot een historisch geïnformeerde interpretatie van composities te kunnen komen.
Kooiman concerteerde in binnen- en buitenland, en was tevens regelmatig jurylid bij orgelconcoursen.

### Privéleven
Ze was getrouwd met een broer van orgeldeskundige Cor Edskes en had samen met hem een zoon.

## Prijzen
- 1972 - Internationaal orgelconcours te Kiel (Duitsland) - 2e prijs
- 1973 - Internationaal orgelconcours te Bologna (Italië) - 1e prijs

## Publicaties
- 1983, Maarten Luther, 1483-1983: herdenking Groningen, Stad en Ommelanden - Elly Kooiman
- 1988, The Biography of Jacob Barbireau (1455-1491) Reviewed, in: Tijdschrift van de Vereniging voor Nederlandse Muziekgeschiedenis, 1988, Vol.38, p.36-58 - Elly Kooiman, Dale C. Carr, Anne-Marie Palmer
- 2010, Getouwtrek rond ons oudste orgel: komt het Gerritsz-orgel terug naar de Utrechtse Nicolaïkerk?, in Tijdschrift voor Oude muziek Vol. 25, No. 1 (2010), p. 42-46, Elly Kooiman en Wilmer de Jong